# Gravad lax

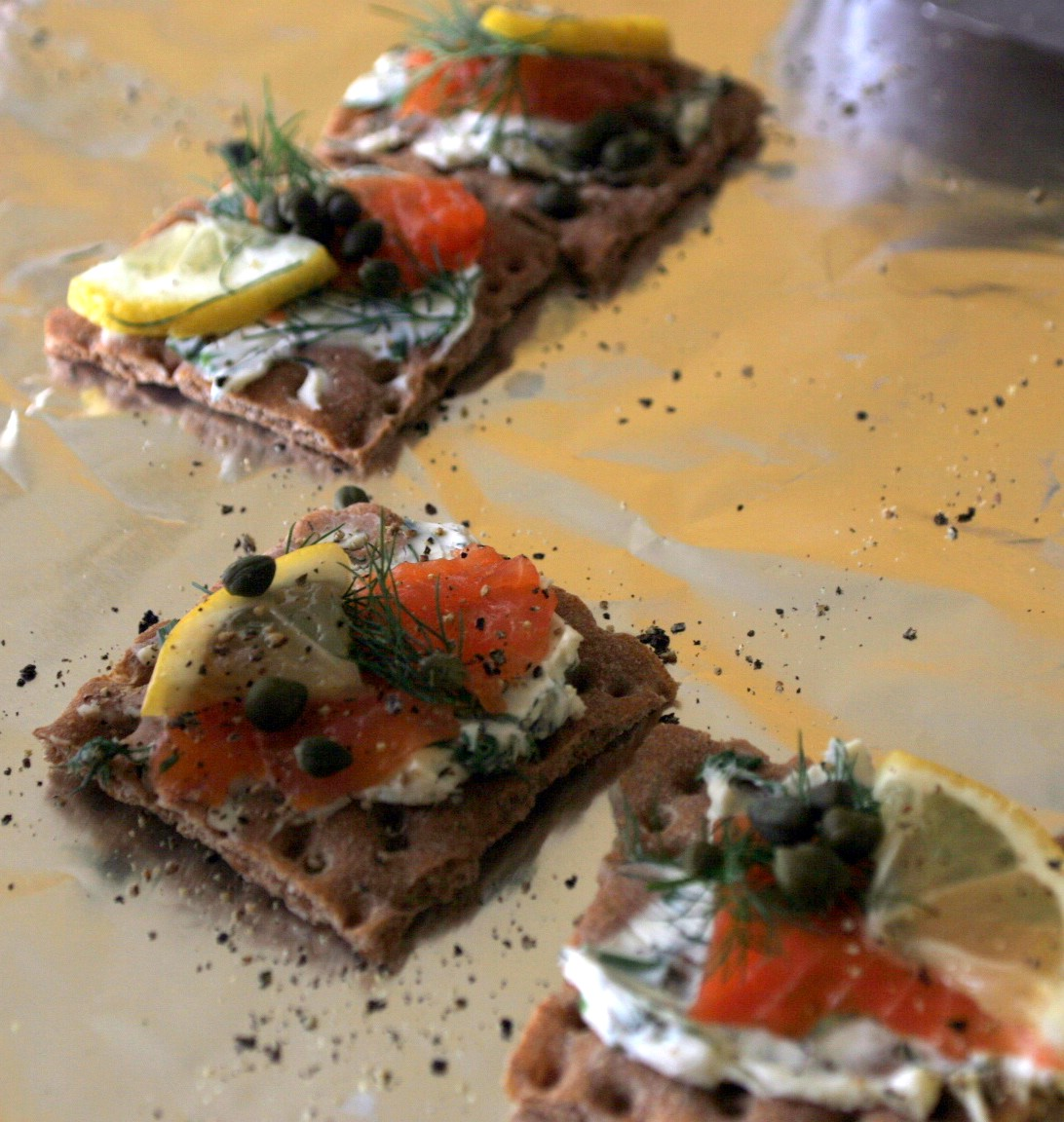
Gravlax op knäckebröd

Gravad lax of gravlax is een typisch Scandinavisch gerecht van gemarineerde zalm dat voornamelijk als aperitiefhapje gegeten wordt. De zalm wordt dun gesneden en met wat hovmästarsås of gravlaxsås, een zoetig sausje van mosterd en dille, op een plakje brood of met gekookte aardappelen geserveerd.

## Historie
In de middeleeuwen werd gravad lax door vissers gemaakt om de vis langer en beter te kunnen bewaren. Zij zoutten de zalm en lieten hem vervolgens licht "rijpen" door hem in het zand te begraven. Vaak werden er nog stenen op gelegd om er extra vocht uit te persen. Het woord grav is Zweeds en Noors voor "gat in de grond" of "graf" en lax (of laks) is "zalm". Gravad lax is dus feitelijk "in de grond begraven zalm".
Tegenwoordig wordt gravad lax op een andere manier bereid. De zalm wordt nu een aantal dagen in een speciale marinade van zout, suiker en bepaalde kruiden, voornamelijk dille, gelegd. De zalm droogt daarbij wat uit, en het vrijgekomen vocht maakt van de marinade een sterk geconcentreerde brij die voor de saus gebruikt kan worden

## Trivia
Op IJsland wordt een ander visproduct gemaakt door het onder de grond te laten besterven. Nadat men daar een Groenlandse haai heeft laten fermenteren en laten drogen, wordt het gegeten als hákarl.
In de roman Nooit meer slapen van Willem Frederik Hermans komt gravlax als motief voor. Het gerecht wordt daarin geassocieerd met de onderwereld en op die manier met de overleden vader van de hoofdpersoon. 
Ook wordt het in verband gebracht met het ichtussymbool van Christus. De vis die wordt begraven en daarna weer opgegraven, verwijst naar Jezus die na drie dagen uit zijn graf opstond.